# Sylvania Electric Products

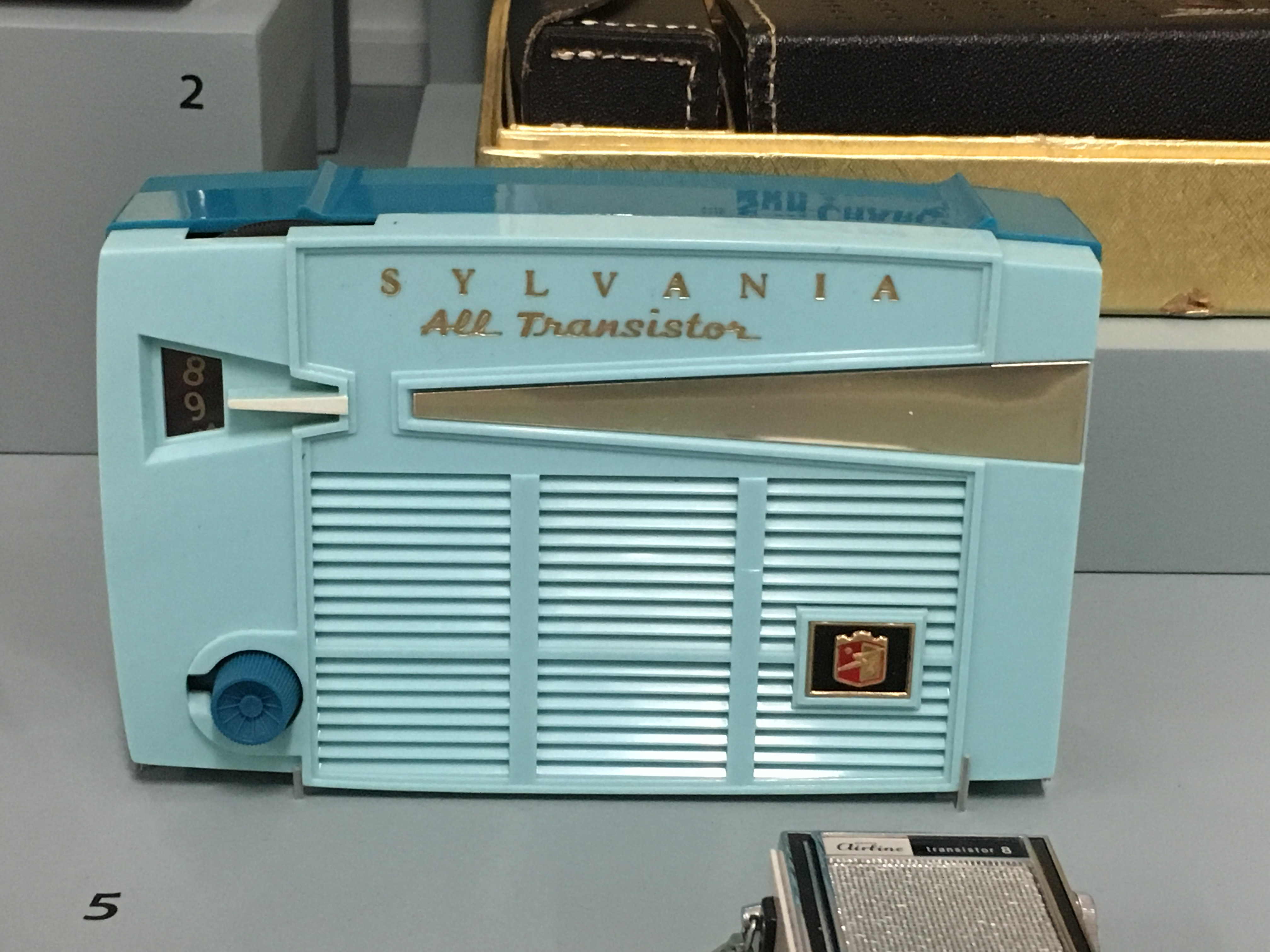
Radio Sylvania Modelo 4P14 (1961), hecha de plástico.

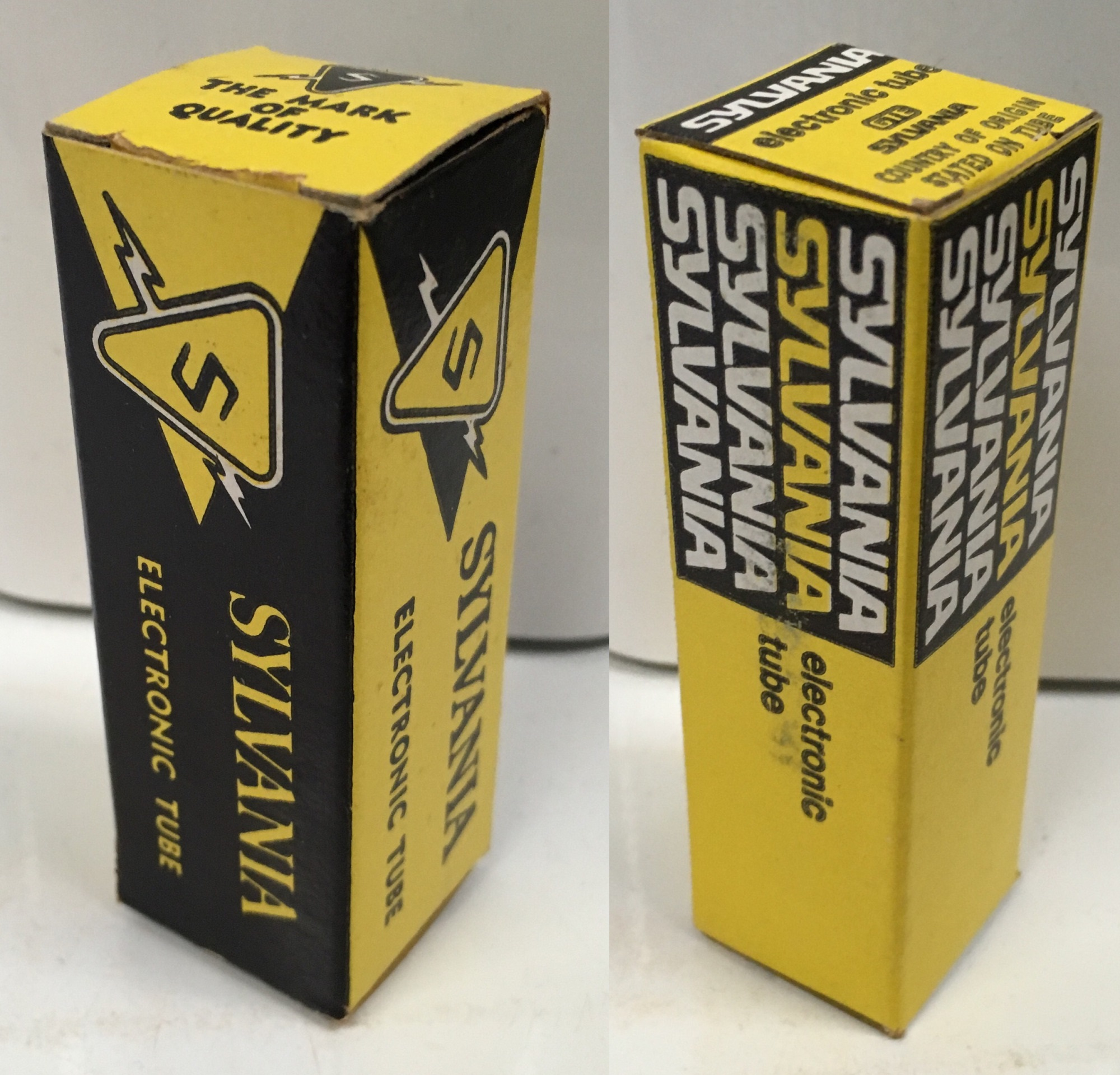
Cajas de tubos de vacío que muestran dos generaciones de la marca Sylvania.

Sylvania fue un fabricante estadounidense de variado equipo eléctrico, entre los cuales se encontraban radio transmisores y superordenadores. Fue una de las compañías envueltas en el desarrollo del lenguaje de programación COBOL.
La empresa fue alguna vez filial de la General Telephone and Electronics (GTE). 
A raíz de la firma del Tratado de Libre Comercio (NAFTA) entre Canadá, los Estados Unidos y México Osram compró la marca para estos tres países, en el resto del mundo la compañía Sylvania Lighting International con sede en Fráncfort seguía con la propiedad de la marca, en México y los Estados Unidos utilizaba la marca SLI.
Hoy en día es la subsidiaria norteamericana de la compañía alemana Osram en la zona NAFTA, la cual a su vez, es una subdivisión de Siemens AG (SI-NYSE). Los productos comercializados en esta zona usan el logotipo de Sylvania color naranja (el mismo tono que Osram), los productos en el resto del mundo usan el color verde original de Sylvania.
Tuvo mucho éxito en la década de los 80s en la India, bajo el nombre de Sylvania-Luxman, en México fue un éxito comercializando el flash desechable "magicubo" para fotografía.
En el 2007 Sylvania Lighting International fue comprada por la empresa India Havells, incluyendo las marcas Concord y Lumiance. En 2016 la vendió a Feilo Acoustics Co. creando la empresa Feilo Sylvania.